# Jan Pieterszoon Coen (Schiff)
Die Jan Pieterszoon Coen war ein als Passagierschiff auf der Route Amsterdam–Batavia fahrendes niederländisches Dampfschiff (niederländisch stoomschip, englisch steamship).

## Geschichte
Benannt war es nach Jan Pieterszoon Coen (1587–1629), dem ehemaligen Generalgouverneur der Niederländischen Ostindien-Kompanie (Vereenigde Oostindische Compagnie, VOC) in Südostasien. Gebaut wurde es von der Nederlandsche Scheepsbouw Maatschappij (NSM) in Amsterdam. Der Stapellauf fand am 30. September 1914 statt.
Zur Jungfernfahrt verließ es am 11. September 1915 um 15 Uhr seinen Heimathafen und fuhr wohlbehalten durch das Mittelmeer und den Suezkanal nach Batavia und wieder zurück. Am 1. Januar 1916 lief es von Amsterdam zu seiner zweiten Fahrt nach Batavia aus, diesmal um das Kap der Guten Hoffnung herum, und erreichte sein Ziel am 17. Februar 1916. Am 6. Mai war es wieder zurück und blieb bis zum Ende des Ersten Weltkriegs auf Reede.
Am 8. März 1919 wurde es wieder in Dienst gestellt und fuhr seine Route nun zwei Jahrzehnte lang und schließlich zum letzten Mal am 28. Juni 1939 kurz vor Ausbruch des Zweiten Weltkriegs. Am 14. Mai 1940, vier Tage nach dem deutschen Überfall auf die Niederlande („Fall Gelb“), wurde es als Blockschiff zwischen den Molen von IJmuiden selbstversenkt (Lage). Nach der Besetzung der Niederlande leerten die Deutschen das Wrack im Laufe des Jahres in der Hoffnung, es bergen zu können. Doch bei schlechter werdendem Wetter versank es im Herbst 1940 immer tiefer im Sand. Im Jahr 1941 wurde das Heck auf einer Länge von 50 Metern entfernt und so die Hafendurchfahrt auch für größere Schiffe wieder ermöglicht. Nach dem Krieg wurde es von der niederländischen Marine mit Wasserbomben gesprengt und großteils beseitigt.

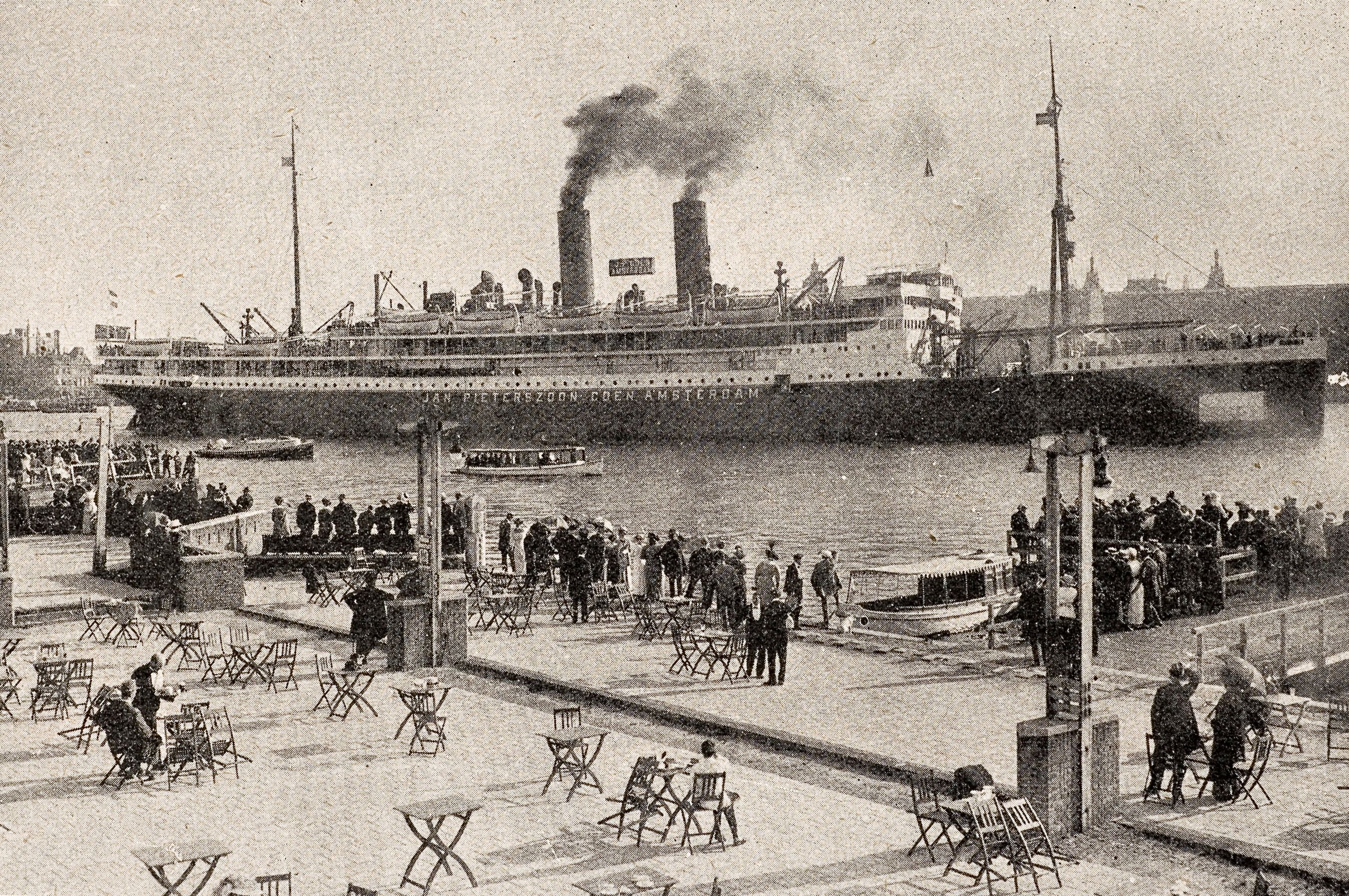
Vor der Jungfernfahrt …
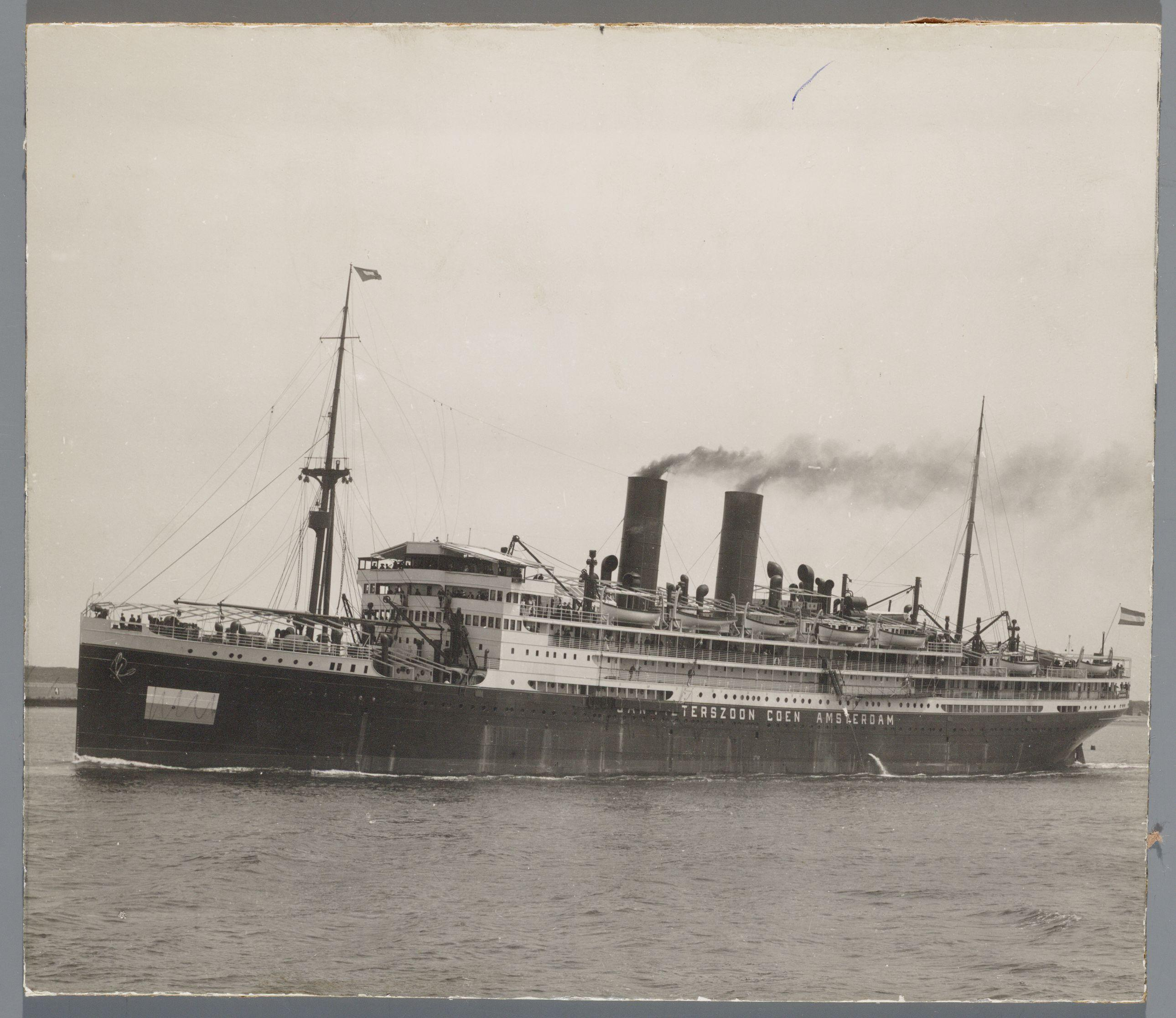
… auf Fahrt …
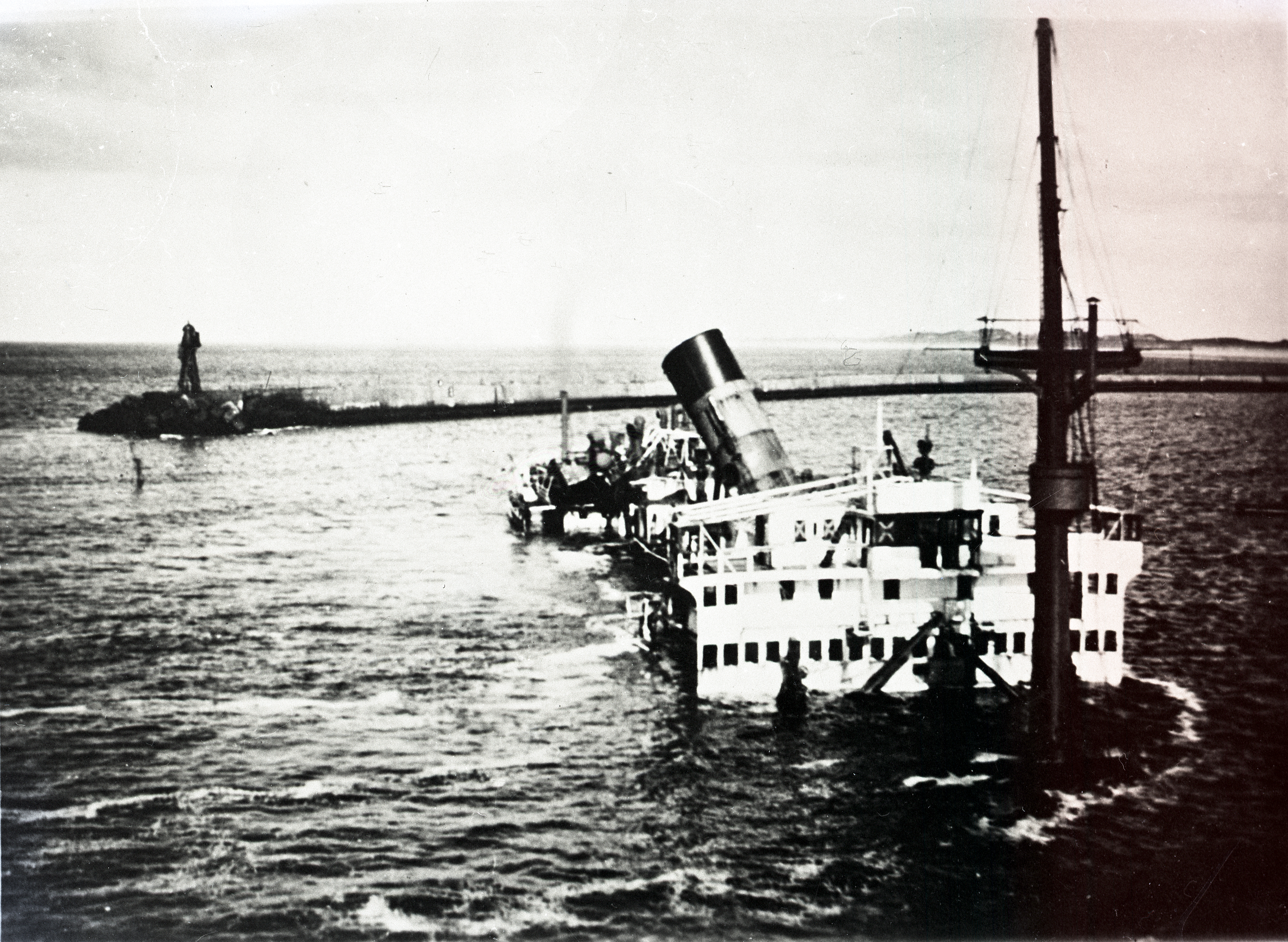
… und versenkt.